# Roger Vangheluwe

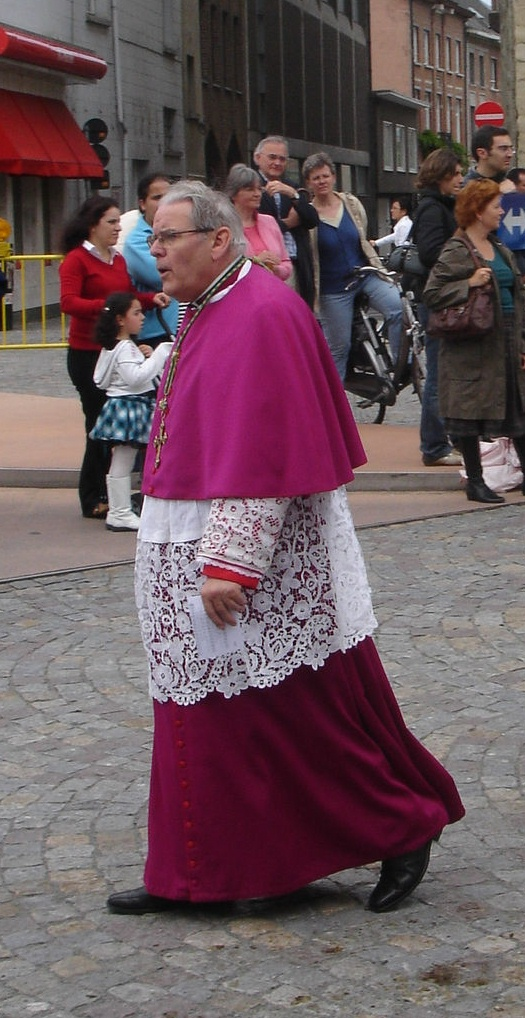
Bischof Vangheluwe (2007)

Roger Joseph Vangheluwe (* 7. November 1936 in Roeselare (frz. Roulers), Westflandern) ist ein belgischer Theologe, laisierter römisch-katholischer Geistlicher und früherer Bischof von Brügge.

## Leben
Nach dem Studium der Katholischen Theologie und Biblischen Sprachen sowie Mathematik an der Katholischen Universität Löwen empfing er am 1. Februar 1963 die Priesterweihe. Er war in der Bildung, der Pfarrseelsorge und als Dekan in der Sozialarbeit tätig. 
Von 1968 bis 1984 war Vangheluwe Professor am Grootseminarie, dem Priesterseminar des Bistums Brügge. Von 1969 an war er Vikar im Distrikt Izegem, Roeselare, Staden en Tielt und dessen Distriktssekretär von 1977 bis 1984.
Am 15. Dezember 1984 wurde er durch Papst Johannes Paul II. zum 25. Bischof von Brügge ernannt. Die Bischofsweihe spendete ihm der Erzbischof von Mechelen, Godfried Kardinal Danneels am 3. Februar 1985 in Brügge; Mitkonsekratoren waren sein Amtsvorgänger Emiel-Jozef De Smedt, Eugeen Laridon, Weihbischof in Brügge, Jean Huard, Bischof von Tournai und Rémy Victor Vancottem, Weihbischof in Mechelen-Brüssel.
Er war in der Belgischen Bischofskonferenz Präsident der Kommission für die Diakone. Er war auch Sekretär des Caritas Catholica Flandern und des Netzwerkes Gerechtigkeit und Frieden (Netwerk Rechtvaardigheid en Vrede). Vangheluwe hat mehrere Bücher veröffentlicht. Zur Zeit seines Rücktritts war er der dienstälteste Bischof Belgiens.

## Missbrauchsvorwürfe und Rücktritt
Nach Vorwürfen wegen sexuellen Missbrauchs gegen ihn, deren Richtigkeit von ihm eingestanden wurde, bot Vangheluwe seinen Rücktritt an. Laut eigener Aussage hat er einen Neffen wiederholt missbraucht; dies geschah in der Zeit vor seiner Bischofsweihe im Jahre 1985 und auch danach. Am 23. April 2010 wurde sein Rücktrittsansuchen gemäß can. 401 § 2 CIC (Krankheit oder ‚andere schwerwiegende Gründe‘) von Papst Benedikt XVI. angenommen.
Nach Medienberichten nahm Benedikt XVI. das Rücktrittsgesuch eine Stunde nach Bekanntwerden des Rücktrittsgesuchs und damit außergewöhnlich schnell an. Der Vorsitzende der Belgischen Bischofskonferenz, Erzbischof André-Joseph Léonard, sagte am Tag des Rücktrittsgesuchs, dass die belgischen Bischöfe beim Vatikan ein Amtsenthebungsverfahren für Vangheluwe beantragt hätten, wenn der Bischof seinen Rücktritt nicht angeboten hätte. Es war das erste Rücktrittsgesuch eines Bischofs, das offiziell mit selbst begangenem Kindesmissbrauch begründet wurde. Im April 2015 wurde Léonard selbst vom Berufungsgericht in Lüttich zu einer Geldstrafe in Höhe von 10.000 Euro verurteilt, weil er sexuellen Missbrauch durch den Priester Gilbert Hubermond im Bistum Namur vertuscht hatte. Der Betrag wurde dem Opfer des Priesters als Entschädigung ausgezahlt.
Am 14. April 2011 gestand Vangheluwe in einem Interview, einen weiteren Neffen sexuell missbraucht zu haben. Er habe der Familie des Opfers schon vor Jahren hohe Summen an Schweigegeld bezahlt. Zum Zeitpunkt des Geständnisses hielt sich Vangheluwe auf Anregung des Vatikans in einem Kloster im französischen Loiretal auf. Im selben Interview, das in Belgien Entrüstung auslöste, behauptete der Bischof, nicht pädophil zu sein. Anzeige konnte in den vorgenannten Fällen nicht erstattet werden, da der Missbrauch der beiden Neffen verjährt war.
Im August 2012 wurde ein Ermittlungsverfahren wegen sexuellen Missbrauchs gegen Vangheluwe eingeleitet. Gegenstand der Ermittlungen war der Vorwurf, Vangheluwe habe in den 1990er Jahren in Loker, einem Ortsteil der Gemeinde Heuvelland in Westflandern, ein Heimkind missbraucht, was Vangheluwe bestritt. Der Ausgang dieses Verfahrens wurde nicht bekannt. 

## Disziplinäre Maßnahmen gegen Vangheluwe
Der Nachfolgerbischof von Brügge, Jozef De Kesel, legte Vangheluwe Anfang September 2010 erfolglos nahe, eine Rückversetzung in den Laienstand zu beantragen. Laut Anordnung der Glaubenskongregation von 2011 durfte sich Vangheluwe nicht in seinem Heimatland aufhalten, musste sich einer spirituellen und psychologischen Evaluierung durch einen vom Heiligen Stuhl bestellten Fachmann unterziehen und durfte den priesterlichen Dienst nicht in der Öffentlichkeit ausüben. Disziplinäre Maßnahmen sind in diesem Fall der Glaubenskongregation und schließlich dem Papst selber vorbehalten. Laut Presseerklärung des Heiligen Stuhles von 2011 sei eine allumfassende Beurteilung der Lage eingeleitet, doch werde eine Entscheidung noch einige Zeit dauern. Am 11. März 2024 wurde Roger Vangheluwe von Papst Franziskus aus dem Klerikerstand ausgeschlossen.